# Eulychnia acida
Eulychnia acida  Phil. es una especie de planta fanerógama de la familia Cactaceae. En Chile se le llama copao.

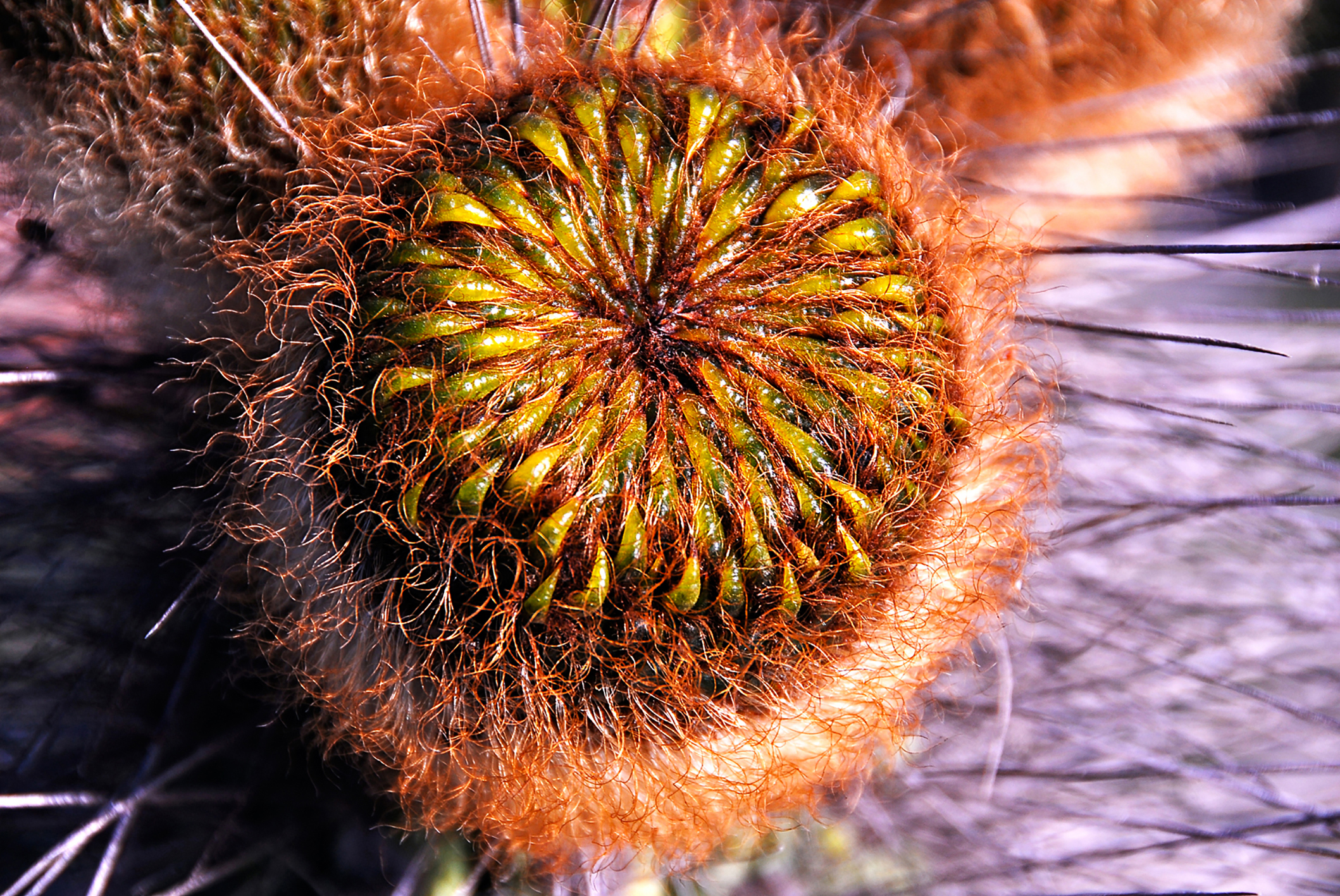
Vista de la planta

## Distribución
Es endémica de Chile. Crece desde la Región de Atacama (Copiapó) hasta la Región de Coquimbo (Illapel), en cerros costeros e interiores de exposición norte, en ambientes áridos. Es uno de los elementos más característicos del matorral en su área de distribución. La especie se encuentra en el parque nacional Fray Jorge y Reserva Nacional Las Chinchillas.

## Descripción
Cactus arborescente, de formación principalmente columnar que se va ramificando en su crecimiento, un solo tronco basemental, llegando a tener una copa profusa de hasta tres metros de diámetro, con alturas variadas, según zona y microclima, de 1,5 a 6 m de altura, muy ramificado. Presenta costillas 10 a 16, anchas y bajas. Presenta largas espinas flexibles y dóciles, a veces robustas, 10-16 en el margen de las areolas, 1 o 2 centrales de 10-20 cm de largo.
Se pueden confundir con los quioscos (Yllave), ya que están frecuentemente asociados en los mismos hábitat. Las flores son de tamaño mediano, pétalos cortos y de color rosado a blanco. Un COPAO puede tener cientos de años de vida y su aporte al ecosistema es muy importante en el norte medio chileno, entre el Huasco y el Aconcagua.

## Ecología
Una diversidad de organismos asociados al copao generan un sistema de subsistencia que ha evolucionado desde las remotas glaciaciones y hasta la aparición del desierto, donde se han adaptado de modo sobresaliente. Se vinculan al copao los insectos polinizadores, arácnidos, hongos y musgos, líquenes y algunas plantas parásitas como el quintral de cactus. Esa muy común hallar dentro del fruto maduro larvas de insectos, como el gusano azul (oruga de mariposa).
Durante miles de años esta planta permaneció sin alteraciones en su hábitat, pero en las últimas décadas ha sido exterminada en las zonas periurbanas, por acción antrópica, ya sea para cultivos o para extraer su madera (normata) para elaborar "palos de lluvia", artefacto que se exporta a muchos países. El mayor desastre para los copaos llegó con la expansión de las viñas y cultivos de frutales en las laderas, con riego tecnificado, ya que han sido eliminados y sustituidos por especies exóticas, como cítricos, paltos, viñas y otros cultivos intensivos bajo riego.

## Usos
A partir del año 2005 se iniciaron estudios científicos que han determinado que la fruta del copao puede ser fuente de valiosos aportes alimentarios a la humanidad, por sus contenidos de minerales y vitaminas.
Algunos innovadores han puesto en valor la fruta del copao, con diversidad de productos como néctar, mermeladas, jugo fresco al paso de turistas, cóctel de copao, también como lociones para el cabello, champú, jabones y copao-miel. Destaca el nuevo producto que une el famoso pisco con el néctar de la fruta del copao, marca registrada «Piskopao» que se produce en los valles de Elqui y Limarí.
Desde 2010 algunos campesinos comenzaron a plantar huertos de copao para obtener fruta de modo controlado, con selección de especies más destacadas por su sabor, tamaño y color.[cita requerida]

## Taxonomía
El género fue descrito por Rodolfo Amando Philippi y publicado en Linnaea?? 33: 80. 1864.
Etimología
Eulychnia: nombre genérico que deriva de las palabras griegas: "εὖ" (eu) = "hermosa" y "λύχνος" (lychnos) = "lámpara", aludiendo a que es como una "hermosa antorcha".
acida: epíteto latino que significa "ácida".
Sinonimia
- Cereus longispinus
- Eulychnia longispina
- Eulychnia procumbens
- Eulychnia aricensis
- Eulychnia saint-pieana
- Eulychnia barquitensis
- Cereus acidus (Phil.) K.Schum.[6]